# Nik'oloz Apakidze
Nik'oloz Apakidze (in georgiano ნიკოლოზ აფაქიძე?; Zugdidi, 4 aprile 1992) è un calciatore georgiano, difensore del Shturmi.

## Carriera

### Club
Ha giocato nella prima divisione dei campionati georgiano, lituano ed azero.

### Nazionale
Ha giocato nelle nazionali giovanili georgiane Under-19 ed Under-21.